# Istituto Scientifico Romagnolo per lo Studio e la Cura dei Tumori
L'Istituto Romagnolo per lo Studio dei Tumori "Dino Amadori" è una struttura ospedaliera privata  dedicata alla cura, alla ricerca clinica, biologica e traslazionale e alla formazione in campo oncologico.
Operativo dal 2007 all'interno delle strutture dell'ex Ospedale Civile di Meldola, in provincia di Forlì, IRST è soggetto del Servizio Sanitario della Regione Emilia-Romagna e della Rete Oncologica della Romagna.
Dal 2012 si annovera tra i pochi centri oncologici italiani che possono qualificarsi con il riconoscimento ministeriale di Istituto di Ricovero e Cura a Carattere Scientifico (IRCCS). Il 16 aprile 2018 IRST ha ricevuto la visita istituzionale da parte del Presidente della repubblica Sergio Mattarella in quanto ritenuto un importante punto di riferimento a livello nazionale e internazionale per la cura e la ricerca oncologica. Nasce dall'intuizione di un celebre oncologo, Dino Amadori (1937-2020), originario di Santa Sofia.

## Cura
L'organizzazione del Dipartimento di Oncologia ed Ematologia clinica e sperimentale dell'Istituto si basa sulla suddivisione delle competenze dei clinici per gruppi di patologia: in particolare ematologia, gastroenterico, mammella, osteoncologia tumori rari e testa-collo, toracica e uro-ginecologico. I pazienti, a seconda della patologia, vengono presi in carico dal gruppo specializzato che ne dispone e ne coordina l'accesso ai diversi servizi dell'Istituto.

## Ricerca
La ricerca svolta in IRST riguarda alcune aree d'interesse specifico quali:
- l'epidemiologia[8], per ricavare dati di incidenza/prevalenza/sopravvivenza e favorire così le attività di sorveglianza e prevenzione;
- la ricerca in cure palliative[9], fondamentale per garantire un alto livello assistenziale anche in fase di malattia molto avanzata;
- la ricerca biomolecolare[10] utile per individuare indicatori e predittori biologici necessari per la diagnosi precoce, l'individuazione di rischio, la prognosi nei tumori solidi, la formulazione di terapie personalizzate e nuovi farmaci.
- la ricerca traslazionale[11] che permette di trasferire direttamente le scoperte della ricerca di laboratorio all'attività di cura (dal laboratorio al letto del paziente);
- la ricerca clinica[12] attraverso la quale è possibile attuare studi sullo sviluppo delle malattie oncologiche nel rispetto della normativa vigente e delle regole internazionali.

L'IRST collabora attivamente con università, altri IRCSS, enti e alcuni tra i più importanti centri nazionali e internazionali di ricerca e cura oncologica tra cui Università di Bologna, Istituto Nazionale Tumori “Regina Elena”, AGENAS, Princeton e YALE University, The Methodist Hospital (Houston, USA), Institute of Cancer Research (London, UK), Bugando Medical Centre (Mwanza, Tanzania).